# Lust for Life (песня Игги Попа)
Lust for Life (рус. Жажда жизни) — песня, написанная Игги Попом в соавторстве с Дэвидом Боуи; вошла открывающим треком в одноимённый альбом Игги Попа в 1977 году. В 2004 году она была включена в «500 величайших песен всех времён по версии журнала Rolling Stone» под номером 149. В аналогичном рейтинге британского издания New Musical Express композиция была на 459-й позиции.

## История
За музыкальную часть отвечал Дэвид Боуи; автором текста стал Игги Поп. В песню включено несколько отсылок к авангардистскому роману У. Берроуза «Билет, который лопнул» (англ. The Ticket That Exploded), в частности, упоминание «Джонни Йена» (Here comes Johnny Yen again/With liquor and drugs/And flesh mashine/He’s gonna do another strip-tease…) и «загипнотизированных цыплят»; в интервью 1995 г. клавишник The Doors Рэй Манзарек, некоторое время сотрудничавший с Игги, сообщил, что в первом куплете говорится об их наркодилере, прозванном «Джонни-Цыган». Наряду с такими композициями, как «The Passenger» и «Real Wild Child», «Lust for Life» стала одной из известнейших вещей Игги Попа и позднее вошла в сборники «Nude & Rude: The Best of Iggy Pop» и «A Million in Prizes: The Anthology».
В 1996 г. она была включена в саундтрек к фильму «На игле» (Trainspotting), а также прозвучала в фильме «Отчаянно ищу Сьюзен».
Концертная версия «Lust for Life» появляется в игре Guitar Hero 5 (2009).

## Кавер-версии
- Том Джонс, альбом Reload (1999)
- Motley Crue, вошла би-сайдом на сингл Afraid (1997)